# Roy Roberts
Roy Barnes Jones (Tampa - Flórida, 19 de março de 1906 - 28 de maio de 1975) foi um ator estadunidense. Roberts morreu no St. Vincent's Hospital  em Los Angeles, Califórnia, de ataque cardíaco em 28 de maio de 1975, e foi enterrado no Greenwood Memorial Park em Fort Worth, Texas  Fort Worth, Texas.

## Filmografia selecionada
- Guadalcanal Diary (1943) - Capt. James Cross
- The Fighting Sullivans (1944) - Father Francis
- Tampico (1944) - Crawford (sem créditos)
- Roger Touhy, Gangster (1944) - Frank Williams - FBI (sem créditos)
- Wilson (1944) - Ike Hoover - Chief White House Butler (sem créditos)
- Circumstantial Evidence (1945) - Marty Hannon
- The Caribbean Mystery (1945) - Capt. Van den Bark
- A Bell for Adano (1945) - Col. W.W. Middleton - Provost Marshal
- Within These Walls (1945) - Martin 'Marty' Deutsch
- Colonel Effingham's Raid (1946) - Army Capt. Rampey
- Behind Green Lights (1946) - Max Calvert
- Johnny Comes Flying Home (1946) - J.P. Hartley
- Strange Triangle (1946) - Harry Matthews
- Smoky (1946) - Jeff Nix
- It Shouldn't Happen to a Dog (1946) - 'Mitch' Mitchell
- My Darling Clementine (1946) - Prefeito
- The Shocking Miss Pilgrim (1947) - Mr. Foster
- The Brasher Doubloon (1947) - Policial Breeze
- The Foxes of Harrow (1947) - Tom Warren
- Nightmare Alley (1947) - McGraw - (sem créditos)
- Gentleman's Agreement (1947) - Mr. Calkins (sem créditos)
- Daisy Kenyon (1947) - Quint - Dan's Attorney (sem créditos)
- Captain from Castile (1947) - Capt. Alvarado
- Fury at Furnace Creek (1948) - Al Shanks
- The Gay Intruders (1948) - Charles McNulty
- Joan of Arc (1948) - Wandamme
- No Minor Vices (1948) - Mr. Felton (sem créditos)
- He Walked by Night (1948) - Policial Capt. Breen
- Force of Evil (1948) - Ben Tucker
- Chicken Every Sunday (1949) - Harry Bowers
- Calamity Jane and Sam Bass (1949) - Marshal Peak
- Flaming Fury (1949) - Capt. S. Taplinger
- Miss Grant Takes Richmond (1949) - Roberts (sem créditos)
- The Reckless Moment (1949) - Nagel
- Chicago Deadline (1949) - Jerry Cavanaugh
- A Kiss for Corliss (1949) - George
- Bodyhold (1949) - Charlie Webster
- Chain Lightning (1950) - Maj. Gen. Hewitt
- Borderline (1950) - Harvey Gumbin
- The Palomino (1950) - Ben Lane
- Sierra (1950) - Xerife Knudsen
- The Killer That Stalked New York (1950) - Prefeito de Nova York
- Wyoming Mail (1950) - Charles De Haven
- The Second Face (1950) - Allan Wesson
- Stage to Tucson (1950) - Jim Maroon
- The Enforcer (1951) - Capt. Frank Nelson
- Santa Fe (1951) - Cole Sanders
- Fighting Coast Guard (1951) - Cap. Gibbs
- I Was a Communist for the FBI (1951) - Novac
- The Tanks Are Coming (1951) - (sem créditos)
- The Man with a Cloak (1951) - Policial
- My Favorite Spy (1951) - Johnson - FBI (sem créditos)
- The Cimarron Kid (1952) - Pat Roberts
- The Big Trees (1952) - Juiz Crenshaw
- Hoodlum Empire (1952) - Policial Thales
- Skirts Ahoy! (1952) - Capt. Graymont
- Cripple Creek (1952) - John Tetheroe
- One Minute to Zero (1952) - George Thomas (sem créditos)
- Battles of Chief Pontiac (1952) - Maj. Gladwin
- Stars and Stripes Forever (1952) - Maj. George Porter Houston
- The Man Behind the Gun (1953) - Sen. Mark Sheldon
- San Antone (1953) - John Chisum
- The Lone Hand (1953) - Mr. Skaggs
- House of Wax (1953) - Matthew Burke
- The Glory Brigade (1953) - Sgt. Chuck Anderson
- Second Chance (1953) - Charley Malloy
- Sea of Lost Ships (1953) - Capitão do 'Eagle'
- Tumbleweed (1953) - Nick Buckley
- The Outlaw Stallion (1954) - Hagen
- Dawn at Socorro (1954) - Doutor Jameson
- They Rode West (1954) - Sgt. Creever
- Big House, U.S.A. (1955) - Will Erickson
- Stranger on Horseback (1955) - Sam Kettering
- Wyoming Renegades (1955) - Xerife McVey
- The Eternal Sea (1955) - (sem créditos)
- I Cover the Underworld (1955) - promotor público
- The Last Command (1955) - Dr. Summerfield
- Backlash (1956) - Maj. Carson
- The First Texan (1956) - Col. Sam Sherman
- The Boss (1956) - Tim Brady
- Yaqui Drums (1956) - Matt Quigg
- The White Squaw (1956) - Edward Purvis
- The King and Four Queens (1956) - Sheriff Tom Larrabee
- The Restless Gun (1957) como Kitt Springer no episódio "The Gold Buckle"
- The Underwater City (1962) - Tim Graham
- Kid Galahad (1962) - Jerry Bathgate
- Lawman (episódio de 1962 intitulado "Heritage of Hate") - John Kemper
- The Chapman Report (1962) - Alan Roby
- It's a Mad, Mad, Mad, Mad World (1963) - Policial
- Those Calloways (1965) - E.J. Fletcher
- I'll Take Sweden (1965) - Capitão do navio
- Hotel (1967) - Bailey
- Tammy and the Millionaire (1967) - Gov. Alden
- Cry for Poor Wally (1969) - Doutor
- Some Kind of a Nut (1969) - Mr. Burlingame
- The Million Dollar Duck (1971) - Juiz (sem créditos)
- The Outfit (1973) - Xerife Bob Caswell
- Chinatown (1974) - Prefeito Bagby
- The Strongest Man in the World (1975) - Mr. Roberts (último papel no cinema)